# Campionat capverdià de futbol 2007
La temporada 2007 de la Lliga capverdiana de futbol fou la 28a edició d'aquesta competició de futbol de Cap Verd. Va començar el 12 de maig i va finalitzar el 21 de juliol, abans que l'any anterior. El torneig estava organitzat per la Federació Capverdiana de Futbol (FCF). L'Sporting Clube da Praia va guanyar el seu 6è títol, el 2n consecutiu, en derrotar l'Académica do Mindelo a la final. Amb aquesta victòria, l'Sporting es va classificar per a la Champions League de la CAF 2008. Cap equip es va classificar per a la Copa Confederació africana de futbol del 2008.
L'Sporting Clube da Praia era el defensor del títol. Van participar en la competició un total de 12 clubs, un de cada lliga insular, i un més com a guanyador del títol de la temporada anterior. Com que l'Sporting Praia va guanyar el títol del 2006, l'Académica da Praia es va guanyar el dret a competir en la lliga nacional per haver-se classificat 2n en la divisió insular.
L'Sporting es va convertir en el segon club en aconseguir dues victòries consecutives, després del CS Mindelense en les edicions de 1976 i 1977.
La victòria més àmplia fou per l'Académico do Aeroporto, que es va imposar per 8-3 a l'Sporting de Porto Novo, i l'equip que va marcar més gols fou l'Académica do Mindelo.

## Clubs participants
- Sporting Clube da Praia, guanyador del Campionat capverdià de futbol 2006
- Sal-Rei FC, guanyador de la Lliga de Boa Vista de futbol
- SC Morabeza, guanyador de la Lliga de Brava de futbol
- Vulcânicos FC, guanyador de la Lliga de Fogo de futbol
- Académica da Calheta, guanyador de la Lliga de Maio de futbol
- Académico do Aeroporto, guanyador de la Lliga de Sal de futbol
- Scorpion Vermelho, guanyador de la Lliga de Santiago de futbol (Nord)
- Académica da Praia, finalista de la Lliga de Santiago de futbol (Sud)
- Rosariense Clube, guanyador de la Lliga de Santo Antão de futbol (Nord)
- Sporting Clube do Porto Novo, guanyador de la Lliga de Santo Antão de futbol (Sud)
- FC Ultramarina, guanyador de la Lliga de São Nicolau de futbol
- Académica do Mindelo, guanyador de la Lliga de São Vicente de futbol

### Informació sobre els clubs
| Club                         | Seu                     |
| ---------------------------- | ----------------------- |
| Académica da Calheta         | Calheta                 |
| Académica do Mindelo         | Mindelo                 |
| Académica da Praia           | Praia                   |
| Académico do Aeroporto       | Espargos                |
| SC Morabeza                  | Vila Nova Sintra        |
| Rosariense Clube             | Ribeira Grande          |
| Sal-Rei FC                   | Sal Rei                 |
| Scorpion Vermelho            | Santa Cruz              |
| Sporting Clube da Praia      | Praia                   |
| Sporting Clube do Porto Novo | Porto Novo              |
| FC Ultramarina               | Tarrafal de São Nicolau |
| Vulcânicos FC                | São Filipe              |

## Classificació

### Grup A
| Pos. | Equip                   | PJ | PG | PE | PP | GF | GC | Dif.G | Pts. |
| ---- | ----------------------- | -- | -- | -- | -- | -- | -- | ----- | ---- |
| 1    | Académica do Mindelo    | 5  | 4  | 1  | 0  | 16 | 0  | +16   | 13   |
| 2    | Sporting Clube da Praia | 5  | 3  | 1  | 1  | 11 | 1  | +10   | 10   |
| 3    | Sal-Rei FC              | 5  | 2  | 2  | 1  | 6  | 9  | -3    | 8    |
| 4    | FC Ultramarina          | 5  | 2  | 2  | 1  | 6  | 9  | -3    | 8    |
| 5    | SC Morabeza             | 5  | 0  | 2  | 3  | 3  | 10 | -7    | 2    |
| 6    | Académica da Calheta    | 5  | 0  | 2  | 3  | 3  | 13 | -10   | 2    |

### Grup B
| Pos. | Equip                        | PJ | PG | PE | PP | GF | GC | Dif.G | Pts. |
| ---- | ---------------------------- | -- | -- | -- | -- | -- | -- | ----- | ---- |
| 1    | Académico do Aeroporto       | 5  | 3  | 2  | 0  | 10 | 3  | +7    | 11   |
| 2    | Académica da Praia           | 5  | 3  | 1  | 1  | 6  | 3  | +3    | 10   |
| 3    | Vulcânicos FC                | 5  | 3  | 0  | 2  | 8  | 5  | +3    | 9    |
| 4    | Rosariense Clube             | 5  | 2  | 1  | 2  | 5  | 3  | +3    | 7    |
| 5    | Scorpion Vermelho            | 5  | 2  | 0  | 3  | 5  | 5  | 0     | 6    |
| 6    | Sporting Clube do Porto Novo | 5  | 0  | 0  | 5  | 5  | 20 | -15   | 0    |

## Resultats
| Ultramarina         | 0 - 3 | Académico Mindelo   | 12 maig |
| Sporting Praia      | 5 - 0 | Académica Calheta   | 13 maig |
| Morabeza            | 1 - 3 | Sal Rei             | 31 maig |
| Académico Aeroporto | 8 - 3 | Sporting Porto Novo | 12 maig |
| Scorpion Vermelho   | 1 - 0 | Rosariense          | 13 maig |
| Académica Praia     | 1 - 0 | Vulcânicos          | 30 maig |

| Académica Calheta   | 0 - 1 | Ultramarina         | 19 maig |
| Sal Rei             | 1 - 0 | Sporting Praia      | 19 maig |
| Académico Mindelo   | 3 - 0 | Morabeza            | 20 maig |
| Sporting Porto Novo | 0 - 2 | Scorpion Vermelho   | 19 maig |
| Rosariense          | 2 - 1 | Académica Praia     | 19 maig |
| Vulcânicos          | 0 - 1 | Académico Aeroporto | 19 maig |

| Ultramarina       | 0 - 0 | Sal Rei             | 26 maig |
| Académico Mindelo | 4 - 0 | Académica Calheta   | 26 maig |
| Morabeza          | 0 - 2 | Sporting Praia      | 26 maig |
| Académica Praia   | 0 - 0 | Académico Aeroporto | 26 maig |
| Rosariense        | 3 - 0 | Sporting Porto Novo | 26 maig |
| Scorpion Vermelho | 2 - 3 | Vulcânicos          | 27 maig |

| Sporting Praia      | 4 - 0 | Ultramarina       | 9 juny |
| Académico Mindelo   | 6 - 0 | Sal Rei           | 9 juny |
| Académica Calheta   | 1 - 1 | Morabeza          | 9 juny |
| Sporting Porto Novo | 1 - 3 | Académica Praia   | 9 juny |
| Académico Aeroporto | 1 - 0 | Scorpion Vermelho | 9 juny |
| Rosariense          | 0 - 1 | Vulcânicos        | 9 juny |

| Ultramarina         | 1 - 1 | Morabeza            | 17 juny |
| Sporting Praia      | 0 - 0 | Académico Mindelo   | 23 juny |
| Sal Rei             | 2 - 2 | Académica Calheta   | 23 juny |
| Académico Aeroporto | 0 - 0 | Rosariense          | 24 juny |
| Vulcânicos          | 4 - 1 | Sporting Porto Novo | 24 juny |
| Scorpion Vermelho   | 0 - 1 | Académica Praia     | 24 juny |

## Fase final
|  | Semifinals | Semifinals              | Semifinals           | Semifinals | Semifinals |   |                         | Final | Final | Final | Final | Final |
|  |            |                         |                      |            |            |   |                         |       |       |       |       |       |
|  |            | Sporting Clube da Praia | 3                    | 3          | 6          |   |                         |       |       |       |       |       |
|  |            | Académico do Aeroporto  | 2                    | 1          | 3          |   |                         |       |       |       |       |       |
|  |            | Académico do Aeroporto  | 2                    | 1          | 3          |   | Sporting Clube da Praia | 0     | 1     | 1     |       |       |
|  |            |                         |                      |            |            |   | Sporting Clube da Praia | 0     | 1     | 1     |       |       |
|  |            |                         | Académica do Mindelo | 0          | 1          | 1 |                         |       |       |       |       |       |
|  |            | Académica da Praia      | Académica do Mindelo | 0          | 1          | 1 | 0                       | 0     | 0     |       |       |       |
|  |            | Académica da Praia      |                      |            |            |   | 0                       | 0     | 0     |       |       |       |
|  |            | Académica do Mindelo    | 1                    | 1          | 2          |   |                         |       |       |       |       |       |

### Semifinals
| Sporting Clube da Praia | 3:2 | Académico do Aeroporto |
| ----------------------- | --- | ---------------------- |
|                         |     |                        |

 Estádio da Várzea
Praia
| Académica da Praia | 2:0 | Académica do Mindelo |
| ------------------ | --- | -------------------- |
|                    |     |                      |

 Estádio da Várzea
Praia
| Académico do Aeroporto | 1:3 | Sporting Clube da Praia |
| ---------------------- | --- | ----------------------- |
|                        |     |                         |

 Estádio Marcelo Leitão
Espargos
| Académica do Mindelo | 1:0 | Académica da Praia |
| -------------------- | --- | ------------------ |
|                      |     |                    |

 Estádio Municipal Adérito Sena
Mindelo

### Final
| Sporting Clube da Praia | 0:0 | Académica do Mindelo |
| ----------------------- | --- | -------------------- |
|                         |     |                      |

 Estádio da Várzea
Praia
| Académica do Mindelo | 1:1 | Sporting Clube da Praia |
| -------------------- | --- | ----------------------- |
| Kelly 70'            |     | Dário 90'               |

 Estádio Municipal Adérito Sena
Mindelo
| Guanyador Sporting Clube da Praia 6è títol |

## Estadístiques
- Victòria més àmplia: Académico Aeroporto 8-3 Sporting Porto Novo (12 maig)